# Вулиця Ярошинської (Львів)
Вулиця Ярошинської — вулиця у Личаківському районі міста Львова, у місцевості Пасіки. Сполучає вулиці Пасічна та Садівничу.

## Історія
Вулиця виникла у 1930-х роках в межах місцевості Пасіки та була частиною вулиці Пасічної. Від 1957 році — вулиця Радгоспна. Сучасна назва походить від 1991 року, на пошану української письменниці, перекладачки, етнографа, фольклористки, освітянки, громадської діячки на Буковині Євгенії Ярошинської.

## Забудова
На вулиці Ярошинської переважає одно- і двоповерхова барачна та двоповерховий конструктивізм 1950-х, дев'ятиповерхова житлова забудова 1970—1980-х, індивідуальні забудови 2000-х років. Під № 15 розташований заклад дошкільної освіти (дитячий садок) № 89 Львівської міської ради, проєктною потужністю на 55 місць. Пам'ятки архітектури національного та місцевого значення на вулиці Ярошинської відсутні. 